# Frank Schaffer
Frank Schaffer (Eisenhüttenstadt, 23 ottobre 1958) è un ex velocista tedesco, specializzato nei 400 metri piani.

## Biografia
Ha vinto la medaglia di bronzo nei 400 m piani ai Giochi olimpici di Mosca 1980 con il record personale di 44"87. Nella stessa edizione dei Giochi olimpici ha conquistato anche una medaglia d'argento nella staffetta 4×400 metri, insieme ai connazionali Klaus Thiele, Andreas Knebel e Volker Beck.
Il suo record personale di 44"87 lo pone all'8º posto tra gli atleti tedeschi nei 400 metri piani, dietro a Thomas Schönlebe, Erwin Skamrahl, Ingo Schultz, Karl Honz, Hartmut Weber, Mathias Schersing e Jens Carlowitz.
Frank Schaffer si ritirò dall'atletica leggera nel 1984.

## Altre competizioni internazionali
1979
- Coppa Europa di atletica leggera ( Torino)